# 81-ша гвардійська мотострілецька дивізія (СРСР)
81-ша гвардійська мотострілецька дивізія (81 гв. МСД, в/ч 46102) — з'єднання мотострілецьких військ Радянської армії чисельністю у дивізію, що існувало у 1942—1992 роках. Дивізія дислокувалася на Далекому сході.
Після розпаду СРСР у 1992 році перейшла до складу Збройних сил Російської Федерації.

## Історія
4 березня 1942 року на Далекому Сході сформована 422-га стрілецька дивізія 2-го формування. Формування з'єднання проходило в Бікіні. Перший бій дивізія прийняла у Сталінградській битві, беручи участь в бойових операціях по прикриттю залізниці, що вела в Сталінград.
За бойові заслуги в Сталінградській битві 422-га стрілецька дивізія нагороджена орденом Червоного Прапора і званням гвардійської. 1 березня 1943 дивізія була перейменована в 81-шу гвардійську стрілецьку дивізію. Почесне найменування «Красноградська» дивізія отримала за визволення міста Красноград Харківської області. Дивізія брала участь в Курській битві, форсуванні Дніпра. Подальший військовий шлях пролягав Румунією, Угорщиною та Австрією.
З 1957 року — 81-ша гвардійська мотострілецька дивізія.
Після розпаду СРСР у 1992 році дивізія перейшла до складу Збройних сил Російської Федерації.